# Vlag van El Oro

Vlag van El Oro

De vlag van El Oro bestaat uit drie verticale banen, de twee gelijke zijden in groen en het midden in geel, breder, drie keer de breedte van een groene baan. Het geel vertegenwoordigt de agrarische rijkdom en de productiviteit van het edele metaal, en het groen, het groen van het platteland van de provincie en de nobele aspiraties van de mensen om betere doelen van verbetering te bereiken, voor cultuur, onderwijs, werk en vereniging.

Vlag van El Oro volgens Smith

Volgens Spectrum Vlaggenboek meldt dat de vlag bestaat uit drie horizontale banen in de kleuren groen, geel en rood. De groene baan is even groot als de gele en rode samen. Hij toont de vlag van Colombia in een kanton aan de hijskant.